# スチュワート・ダウニング
スチュワート・ダウニング（Stewart Downing, 1984年7月22日 - ）は、イングランド・ミドルズブラ出身の元サッカー選手。現役時代のポジションはミッドフィールダー。

## クラブ経歴

### ミドルズブラ
ミドルズブラ育ちであり、幼い頃からのミドルズブラ・サポーター。ミドルズブラFCの下部組織で育つ。2002年4月24日のイプスウィッチ・タウンFC戦にて17歳でプレミアデビューを果たした。その後、地元のライバルサンダーランドAFCへのローン移籍を経験。1年で復帰するもボウデヴィン・ゼンデンなどの活躍で出場機会は限られたものとなっていたが、2004-05シーズンから頭角を現し、このシーズンはカップ戦などを含め48試合に出場し6ゴールを上げ、多くのアシストも記録した。この活躍がエリクソン監督の目に留まり、2005年2月9日のオランダ戦でイングランド代表デビューを果たした。
2005-06シーズンは膝の怪我の影響でリーグ戦は12試合の出場に止まるが、UEFAカップでは準決勝ステアウア・ブカレスト戦のセカンドレグにおいて3アシストと活躍し、決勝進出に貢献するが、決勝ではセビージャFCに0-4で敗れ準優勝だった。
2008年2月26日にミドルズブラと2013年までの5年契約にサインした。また、シーズン終了後にマーク・シュワルツァーがフラムFCに移籍したことに伴い、ブラッド・ジョーンズに次ぐチーム2番目の古株になった。しかし、2008-09シーズンは混乱の年となった。ミドルズブラはシーズン序盤は好調なスタートを切り8位に付けたが、11月9日のアストン・ヴィラFC戦以降14試合連続で勝利から見放され降格圏内に低迷した。このことからダウニングは年明けにチームを去りたい意向を伝えるが却下された。さらに、2009年5月16日のアストン・ヴィラFC戦でスティリアン・ペトロフに足を踏まれて骨折し、最終節のウェストハム・ユナイテッドFC戦も敗れて19位に終わり2部降格となった。

### アストン・ヴィラ
ミドルズブラの降格に伴い、7月16日に移籍金1200万ポンド（約18億6000万円）でアストン・ヴィラFCへ4年契約で移籍した。骨折の影響から2009-10シーズンの開幕には間に合わなかったが、11月21日のバーンリーFC戦で70分からスティーヴ・シドウェルと交代、移籍後初出場を果たした。12月1日、カーリング・カップ準々決勝のポーツマスFC戦で移籍後初得点を決めた。復帰後はジェイムズ・ミルナーがセントラルなポジションにコンバートされたことに伴い右サイドでプレーすることになった。左サイドのアシュリー・ヤングと共にサイド攻撃を担うと、リーグ戦で6位に入りUEFAヨーロッパリーグの出場権獲得に貢献した。

### リヴァプール
2011年7月16日、古豪復活を誓うリヴァプールFCに加入した。移籍金は推定2000万ポンド（約22億2500万円）以上と見られている。移籍に際して、「クラブが僕に興味を持っていると知ってからは、他の行き先は考えられなくなったよ。アンフィールドを駆けるのは最高の気分だろうね」と語った。
しかし2011-12シーズンは移籍金と周囲の期待に見合った活躍ができず、リーグ戦では0ゴール0アシストという低調な結果に終わり、順位も8位と低迷した。監督がケニー・ダルグリッシュからブレンダン・ロジャーズに変わった2012-13シーズンは開幕戦こそスタメンに名を連ねるも、ラヒーム・スターリングの台頭もあり、前年よりも出場機会は減少。一時は本職ではない左サイドバックで出場することもあった。しかし、ミッドウィークのヨーロッパリーグでの好調と、スターリングの怪我による離脱もあり、年末頃からスタメンに復帰し、3ゴールを挙げるなど、リーグ後半戦のチームの復調に貢献した。

### ウェストハム
2013年8月13日、ウェストハム・ユナイテッドFCに移籍が決定。リヴァプール時代のチームメイトであるアンディ・キャロル、ジョー・コールと再会することになった。

### ミドルズブラ復帰
2015年7月16日、チャンピオンシップ所属の古巣ミドルズブラFCへ6年ぶりに復帰。2015-16シーズンには45試合に出場しクラブのプレミアリーグ昇格に貢献した。

### ブラックバーン・ローヴァーズ
2019年6月、ブラックバーン・ローヴァーズFCと1年契約を結んだ。2020年11月に再契約し、2020-21シーズン限りで退団した。
2021年8月2日、現役引退を発表した。

## 代表経歴
19歳から各世代の代表に招集されている。フル代表では、前述のオランダ戦でイングランド代表に初招集され、その試合の後半にショーン・ライト＝フィリップスと交代しフル代表デビューを果たした。
2005年5月のアメリカ遠征中の怪我で一時期代表を離れていたが、2006 FIFAワールドカップのイングランド代表メンバーに招集された。グループリーグのパラグアイ戦においてマイケル・オーウェンと、トリニダード・トバゴ戦においてジョー・コールと交代し途中出場している。

## エピソード
サッカー以外でもいくつかの慈善事業などに参加している。2008年2月にボクサーのリッキー・ハットンと共にニューカッスル・アポン・タインにある王立ヴィクトリア病院の資金を集めるためにチャリティーディナーを開催した。この病院は1993年に4歳で亡くなったダウニングの妹が白血病の治療をしていた病院である。
2007年に地元のクラブでDJデビューをしており、ゴールパフォーマンスでDJのパフォーマンスをすることがある。

## 代表歴

### 出場大会
- イングランド代表
  - 2006 FIFAワールドカップ

### 試合数
- 国際Aマッチ 35試合 0得点（2005年-2014年）[12]

| イングランド代表 | 国際Aマッチ | 国際Aマッチ |
| 年               | 出場        | 得点        |
| ---------------- | ----------- | ----------- |
| 2005             | 1           | 0           |
| 2006             | 8           | 0           |
| 2007             | 7           | 0           |
| 2008             | 5           | 0           |
| 2009             | 2           | 0           |
| 2010             | 0           | 0           |
| 2011             | 9           | 0           |
| 2012             | 2           | 0           |
| 2013             | 0           | 0           |
| 2014             | 1           | 0           |
| 通算             | 35          | 0           |

## タイトル
クラブ
ミドルズブラ
- フットボールリーグカップ 2003-04